# Mads Christiansen
Mads Christiansen, danski rokometaš, * 3. maj 1986.
Z dansko rokometno reprezentanco se je udeležil svetovnega prvenstva v rokometu leta 2011.